# ジョン・ウィック (架空の人物)
ジョン・ウィック（John Wick）は、2014年の映画『ジョン・ウィック』に始まる一連のシリーズの主人公である架空の人物。フルネームはジョナサン・ウィック（Johnathan Wick）。キアヌ・リーブスが演じる。第1作目の5年前に引退した伝説の暗殺者であったが、愛車を狙った若者の強盗に亡き妻ヘレンが残した仔犬を無残に殺されたことで、復讐のために再び暗殺者としての道を歩みだす。この復讐劇は結果として、裏社会を束ねる世界中の犯罪組織の連合体である「主席連合」を敵に回すことになり、シリーズが展開されていく。

## 来歴

### 前歴
1964年9月、ソビエト連邦・ベラルーシのパドリエの生まれ。旧名はジャルダーニ・ジョヴォノヴィッチ（ロシア語: Джордани Йованович、 ベラルーシ語: Ярдані Іовоновіч）。幼少時に孤児となるが父の旧友に引き取られ、その後アメリカに移住。コミック・ミニシリーズの『John Wick』によれば思春期の大部分をメキシコのエルサウゼルで過ごす。その後、犯罪組織「ルスカ・ロマ」に入り、その女ボスである「ディレクター」の下で暗殺者としての訓練を受け、武術、銃器、運転技術、潜入術、脱出術などを学ぶ。その後、「ルスカ・ロマ」から離脱するが、一時期、不特定多数の犯罪で逮捕され、投獄される。釈放後、暗殺者たちの集まりであり、サポート機関であるコンチネンタル・ホテルに加入する。最終的に、ヴィゴ・タラソフが率いるニューヨークを拠点とするロシアンマフィア「タラソフ・ファミリー」の暗殺者となり、その数々の活躍によって、「集中力があり、献身的で、意志の強い男」と評され、畏怖されるようになる。「ブギーマン（闇の者）」や「ババヤガー」といった異名を取り、鉛筆1本で3人の男を殺したといった逸話の数々も生まれる。
やがてジョンは、ヘレンという女性と恋に落ち、暗殺者稼業からの引退を決意し、ボスであるヴィゴに申し出る。ヴィゴは不可能と評された暗殺任務を与え、完遂すれば引退を認めることを約束する。ジョンは目的のために主席連合に名を連ねるカモッラのボスの息子サンティーノ・ダントニオを頼り、彼と「血の誓印」を交わし、彼の協力を得る。かくしてジョンは不可能と呼ばれた暗殺を成功させ、これによってヴィゴはニューヨーク最大の犯罪組織のボスとなり、ジョンは引退を認められる。ジョンはヘレンとの結婚生活を送り、また裏社会には伝説の暗殺者として名を残すことになった。

### 1作目『ジョン・ウィック』
引退から5年後。最愛の妻ヘレンは不治の病によって亡くなりジョンが悲嘆に暮れる中、生前に彼女が手配していた仔犬が届く。再び生きる目標を得たさなか、ジョンの愛車フォード・マスタングを狙った若者の強盗に家を襲われ、車を奪われただけではなく仔犬も殺されてしまう。強盗の正体はヴィゴの息子ヨセフ・タラソフであった。ジョンは復讐のために再び裏社会に戻ることを決意し、旧友で殺し屋社会の大物、コンチネンタル・ホテルの支配人ウィンストンを頼る。一方、息子を守るためにヴィゴは暗殺者や部下たちを送り込むが、ジョンはすべて返り討ちにしてしまう。最終的にヨセフを殺し、復讐を果たすものの、今度は息子の敵討ちとしてヴィゴに命を狙われ、親友で密かに助けてくれていたマーカスを殺されてしまう。ジョンは、ウィンストンの情報を頼りに、ニューヨークを離れようとしているヴィゴたちを襲撃し、最終的に彼を殺害する。傷の手当のため、無人の動物病院に侵入したジョンは、そこで安楽死予定のピットブルの仔犬を発見し、それを助け出すと、共に家へと帰る。

### 2作目『ジョン・ウィック:チャプター2』
前作から5日後。ヴィゴの弟アブラムのアジトから愛車を取り戻したジョンは、かつて引退に際して誓印を交わしたサンティーノの来訪を受ける。彼は亡くなった父の跡を継いで主席連合の地位に着こうとしている姉ジアナの暗殺を、誓印を盾にしてジョンに要求する。最初は断るジョンであったが、サンティーノは報復として彼の家を焼き、ジョンは要求を飲むことになる。ジョンはローマにて自身の旧友でもあったジアナを殺害するが、サンティーノはこれを口実に殺された姉の復讐として、今度はジョンを裏切り700万ドルの懸賞金を掛ける。サンティーノに報復するためニューヨークに戻ってきたジョンであったが、街中の暗殺者たちに命を狙われ満身創痍の状態となる。そこでジョンは主席連合から独立しているニューヨーク地下犯罪組織のボスであるバワリー・キングを頼る。彼らの助けを得てジョンはサンティーノのいる美術館を襲撃し、彼を追い詰めるも逃げられてしまう。サンティーノは不殺の掟で守られたコンチネンタル・ホテルに逃げ込むものの、ジョンは構わず彼を射殺する。ウィンストンは掟を破ったことでもはやコンチネンタルのサービスを受けることはできないと宣告し、長年の友情から餞別として追放処分まで1時間の猶予を与える。ジョンは誰が自分を狙う暗殺者かもわからない中、走り出す。

### 3作目『ジョン・ウィック:パラベラム』
前作から数十分後。追放処分を受け、さらには1400万ドルの懸賞金が掛けられたジョンは、多くの暗殺者たちに狙われる中、ニューヨークからの脱出を図る。かつての誓印を頼りにモロッコに逃れたジョンは、コンチネンタル・モロッコの支配人であるソフィアに会いに行き、自分に対する決定を覆させるために、主席連合のさらに上位に座する首長を探そうとする。紆余曲折の後、ジョンは首長と会うが、彼は今後一生、主席連合に仕えるのであれば暗殺と追放命令を撤回すると約束し、その条件としてウィンストンの殺害を命じる。ジョンは左手の薬指を切断し、結婚指輪を首長に差し出して忠誠を誓う。ニューヨークに戻ったジョンは、再び暗殺者に狙われる中でコンチネンタル・ホテルへとたどり着く。しかしジョンはウィンストンの殺害を拒絶し、ウィンストンも主席連合の決定に従う気がない。裁定人は二人を粛清するため連合の襲撃部隊を呼び集めるが、返り討ちにあって全滅し、ウィンストンに「協議」を求める。ウィンストンは今まで通り連合が自分の地位を認めることを約束させ、その証としてジョンに何発も拳銃を撃ち、屋上から落とす。同じく裁定人によって重傷を負わされていたバワリー・キングが密かにジョンを回収すると、主席連合への反抗の意志を問い、ジョンは「ああ」と短く同意する。

### 4作目『ジョン・ウィック:コンセクエンス』
前作からしばらく後、ジョンはバワリー・キングと組んで主席連合への報復を開始し、トップの首長を殺害する。この事態に主席連合はメンバーの一人であるグラモン侯爵に全権を委任する。侯爵はコンチネンタル・ホテルを潰すなどウィンストンの権限を奪い、またジョンへの刺客としてジョンの旧友でもある盲目の暗殺者ケインを招集する。旧友・シマヅを頼って大阪のコンチネンタル・ホテルに潜伏していたジョンは侯爵の部下らに襲われ、脱出に成功するもシマヅはケインに殺される。ニューヨークに帰還したジョンはウィンストンと再会し、古の掟である「決闘」を用いて主席連合から解放される策を授けられる。そのためにジョンは、旧知の女ボス・カティアを頼り、彼女の父の仇を取ることで「ルスカ・ロマ」に復帰し、侯爵に決闘を挑む。侯爵はこれに応じる構えを見せるものの、懸賞金を釣り上げて数多の暗殺者や、自身の部下たちにジョンを襲わせ、決闘時刻までに決闘場に来れないように目論む。ケインらの手助けで暗殺者らを退け、時間までに決闘場に到着したジョンは、侯爵の代理人となったケインとピストルで決闘する。3発目で重傷を負うジョンであったが、それを見てトドメを刺すために現れた侯爵を撃ち殺す。決闘の立会人はジョンとケインが主席連合から解放されたことを宣言する。そして、ジョンはウィンストンに自分をニューヨークまで連れて帰るように頼むと力なく倒れる。
エピローグ。ニューヨークの墓地にて、ウィンストンとキングが、妻ヘレンの墓と並んだジョンの墓を見舞うシーンで物語は終わる。

## 人物
ジョン・ウィックのキャラクターとそのシリーズは「殺すことができないブギーマン的なキャラクターが中心にある」や「80年代のホラー作品のキャラクターを現代的なアクション性の高いキャラクターにした」と評され、実際にジョンがシリーズ3作目までに殺害した総人数は『13日の金曜日』のジェイソン・ボーヒーズと『ハロウィン』のマイケル・マイヤーズ（ブギーマン）が殺害した人の数を合わせたよりも多い、306人である。ウィックの単独での暴力的な活動は、職場での復讐の極端なケースとも評される。
ジョン・ウィックは防弾性能をもったダークカラーのテーラードスーツをトレードマークに劇中に登場する。拳銃、ライフル、ナイフ、その他様々な武器を使いこなし、格闘術にも精通する。銃器はドイツ製を好む。背中には大きなタトゥーが彫られており、ラテン語で「fortis Fortuna adiuvat（幸運は勇者を好む）」と書かれた腕が十字架を持つ図案になっている。
日本のマーシャル・アーツ、殺陣、アニメ、香港映画のカンフー、マカロニ・ウェスタン、らから影響を受けたアクションは、ガンとカンフーを組み合わせた“ガン・フー”という新たな銃術を表現しており、キアヌ・リーブスは「現実世界とアンダーワールドの世界を両立させたような内容で、こういう映画に回帰したかった。人生を懸けた映画だ」と語っている。
当初スタジオ側は、ジョンの復讐のきっかけとなる愛犬の死の場面が観客から非難されると考え、当該場面の削除を検討していた。
この場面は初稿の時点から重要な要素として扱われていたため、第一作で監督を務めたチャド・スタエルスキとデヴィッド・リーチはスタジオを説得し、削除をやめさせた。
脚本を務めたデレク・コルスタッドは、Comicbook.comの取材に対するコメントの中で「犬とのつながりがないと、彼のうちにある精神性や生命力がなくなり、ユーモアやキャラクター性といったコアな部分も損なわれる」と述べ、スタエルスキとリーチの活躍に称賛を贈った。

## 評価
ジョン・ウィックというキャラクター及び、シリーズにおける活躍は、キアヌ・リーブスのキャリアを再び活性化させるものとして注目されている。シリーズはカルト的な人気を誇り、キアヌが演じたキャラクターは高く評価される。